# HD118231
HD118231 — хімічно пекулярна зоря спектрального класу B9, що має видиму зоряну величину в смузі V приблизно  8,9.
Вона  розташована на відстані близько 5623,4 світлових років від Сонця.

## Пекулярний хімічний склад
Зоряна атмосфера HD118231 має підвищений вміст 
Cr
.